# Henrik Christiansen (nuotatore)
Henrik Christiansen (Skedsmo, 9 ottobre 1996) è un nuotatore norvegese.

## Palmarès
- Mondiali

Gwangju 2019: argento negli 800m sl.
- Mondiali in vasca corta

Hangzhou 2018: argento nei 400m sl e bronzo nei 1500m sl.
Melbourne 2022: argento negli 800m sl e bronzo nei 1500m sl.
- Europei

Londra 2016: argento nei 400m sl.
Glasgow 2018: argento nei 400m sl.
- Europei in vasca corta

Netanya 2015: bronzo nei 1500m sl.
Copenaghen 2017: bronzo nei 400m sl e nei 1500m sl.
Glasgow 2019: argento nei 1500m sl.
- Olimpiadi giovanili

Nanchino 2014: bronzo nei 400m sl e negli 800m sl.
- Europei giovanili

Dordrecht 2014: argento nei 400m sl, bronzo negli 800m sl e nei 1500m sl.

## International Swimming League
| Stagione 2019 |
| ------------- |
| Iron          |